# Contea di Bracken
La contea di Bracken (in inglese Bracken County) è una contea dello Stato del Kentucky, negli Stati Uniti. La popolazione al censimento del 2000 era di 8 279 abitanti. Il capoluogo di contea è Brooksville e la città più popolosa è Augusta.